# Скельномох сережчатоплодий
{{#ifeq:0|0|{{#if:Anomobryum julaceum|{{#if:|[[]}}|[[]]}}}}
Скельномох сережчатоплодий (Anomobryum julaceum) — вид мохів порядку головмохальних (Bryales).

## Поширення
Батьківщиною є Європа, Африка, Північна Америка, Південна Америка, Азія.
Населяє кислий просочений або вологий ґрунт, ґрунт над скелями, виступи; від низьких до високих (0–4000 метрів).

## Характеристика
Стебла сильно листяні. Листки 0.6–1.2 мм. Спеціалізоване нестатеве розмноження відсутнє. Коробочкові ніжки 2–3 см. Коробочка нахилена, коричнева чи червоно-бура, яйцювато-грушоподібна, 1–2 мм; перистом подвійний. Спори 8–13 мкм.